# Lundulla bifurcata
Lundulla bifurcata – gatunek kosarza z podrzędu Laniatores i rodziny Podoctidae. Jedyny znany przedstawiciel monotypowego rodzaju Lundulla.

## Występowanie
Gatunek endemiczny dla Borneo.